# أولغا أندرينو
أولغا أندرينو (بالإسبانية: Olga Andrino Diego)‏ هي نحّاتة ورسامة إسبانية، ولدت في 1959 في Burgohondo ‏ في إسبانيا.

## وصلات خارجية
- الموقع الرسمي